# Čestelin
Čestelin (cyr. Честелин) – wieś w Serbii, w okręgu pczyńskim, w mieście Vranje. W 2011 roku liczyła 8 mieszkańców.